# Delirious?
Delirious? war eine 1993 gegründete fünfköpfige christliche Rockband aus Südengland.

## Band
Die Band Delirious? löste sich im Jahr 2009 auf und bestand bis zuletzt aus Frontmann Martin Smith (Gesang, Gitarre), Stuart Garrard – meist Stu G genannt – (E-Gitarre, Gesang), Jon Thatcher (Bass), Tim Jupp (Keyboard) und Paul Evans (Schlagzeug).

## Geschichte
Die Geschichte von Delirious? beginnt mit dem christlichen Jugendevent Cutting Edge in Littlehampton, wo Martin Smith, Tim Jupp und Stewart Smith als Band spielten. 1993 wurde die erste Kassette mit sechs selbst geschriebenen Songs veröffentlicht, von der schnell einige hundert verkauft wurden. Die Band benannte sich zunächst nach dem Jugendevent The Cutting Edge Band. In den folgenden zwei Jahren stießen Stu G und Jon Thatcher dazu und es wurden drei weitere Kassetten veröffentlicht.
1996 entschlossen sich die Fünf, ihr Hobby zum Beruf zu machen, nannten sich Delirious? und gründeten ihr eigenes Label Furious? Records. Im Folgejahr wurden drei Singles und das erste Studioalbum „King of Fools“ veröffentlicht, das auf Platz 13 der Britischen Charts gelangte. Ansonsten blieb der Erfolg in Großbritannien weitgehend aus, dafür konnte Delirious? in der christlichen Musikszene Fuß fassen. Sie schrieben zahlreiche Worship-Klassiker, wie I Could Sing of your Love forever, History Maker und What a friend I’ve found. Besonders auf dem amerikanischen Markt konnten viele Tonträger verkauft werden (Gold für Cutting Edge). In der Anfangszeit wurde im Logo der Band das „s“ als „5“ geschrieben (Deliriou5?) geschrieben. 1999 wurde das Logo geändert, der Buchstabe könnte nun als „5“ oder „s“ interpretiert werden. Die offizielle Schreibweise des Bandnamens war jedoch immer Delirious?. In manchen Texten über die Band taucht jedoch noch die inoffizielle Schreibweise auf.
2003 wurde ein Vertrag mit dem BMG-Unterlabel J-Star unterzeichnet. Im März 2004 veröffentlichte Delirious? daraufhin in Deutschland die Single Inside Outside, die erfolgreich in die Radiocharts einstieg (bei SWR3 sogar auf Platz 1), und das Album World Service. Im September wurde die zweite, aber weniger erfolgreiche Single Every Little Thing auf den deutschen Markt gebracht. Im November 2005 erschien das Album The Mission Bell. Die Veröffentlichung des nächsten Albums Kingdom of Comfort erfolgte im April 2008.
Ende Januar 2008 gab Stew Smith (Schlagzeug) bekannt, dass er im Mai die Band verlassen wird, um sich wieder mehr seiner Familie und einem eigenen Grafikstudio widmen zu können. Ersetzt wurde er durch Paul Evans, der bereits bei der US-Tournee 2006 eingesprungen ist. Evans stammt aus der gleichen Kirche wie die übrigen Mitglieder von Delirious? und spielte unter anderem bereits für Matt Redman und Cathy Burton Schlagzeug.
Am 6. Juli 2008 gab die Band in einer Pressemitteilung die Auflösung Ende 2009 bekannt. Ausgelöst wurde diese Entscheidung nach eigenen Angaben vom Wunsch des Band-Leaders Martin Smith, sich anderen Projekten (vorwiegend Hilfsprojekte in der 3. Welt) sowie seiner Familie widmen zu können.

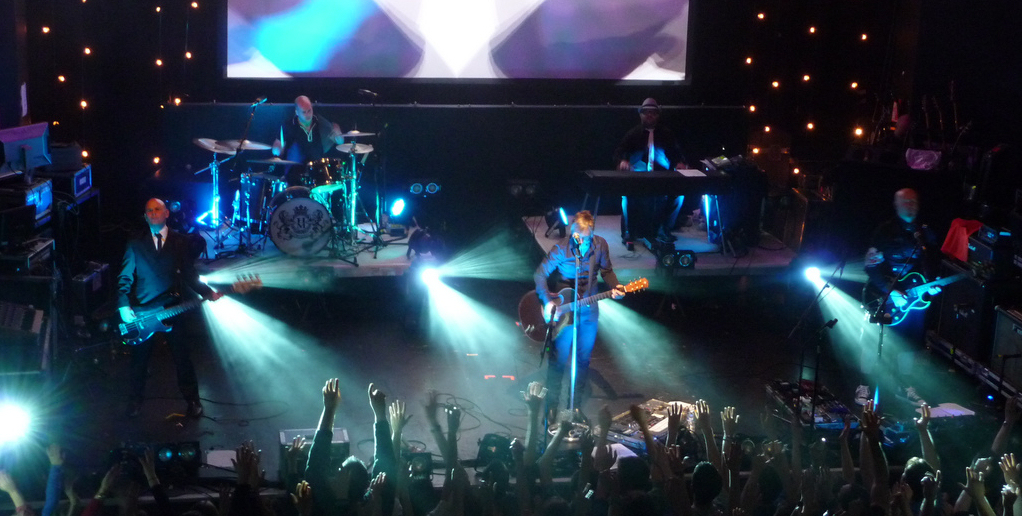
Delirious in Edinburgh (2009)

Im November 2009 verabschiedete sich die Band mit der „History Makers - Farewell Tour“ in elf europäischen Städten. Die Tour begann auf dem europäischen Festland und endete in London (Hammersmith Apollo), bei einem ausverkauften Konzert mit 5000 Besuchern.
Abschiedskonzerte:
Bremen, Deutschland

Heilbronn, Deutschland

Wien, Österreich

Wettingen, Schweiz

Den Haag, Niederlande

Belfast, Edinburgh, Bristol, Birmingham, Leeds, London - United Kingdom

## Diskografie
Studioalben

| Jahr | Titel              | Höchstplatzierung, Gesamtwochen, AuszeichnungChartplatzierungen (Jahr, Titel, Platzierungen, Wochen, Auszeichnungen, Anmerkungen) | Höchstplatzierung, Gesamtwochen, AuszeichnungChartplatzierungen (Jahr, Titel, Platzierungen, Wochen, Auszeichnungen, Anmerkungen) | Höchstplatzierung, Gesamtwochen, AuszeichnungChartplatzierungen (Jahr, Titel, Platzierungen, Wochen, Auszeichnungen, Anmerkungen) | Höchstplatzierung, Gesamtwochen, AuszeichnungChartplatzierungen (Jahr, Titel, Platzierungen, Wochen, Auszeichnungen, Anmerkungen) | Anmerkungen                                    |
| Jahr | Titel              | DE | UK | US | Christ | Anmerkungen                                    |
| ---- | ------------------ | --- | --- | --- | --- | ---------------------------------------------- |
| 1994 | Cutting Edge       | — | — | US— GoldUS | Christ18 (35 Wo.)Christ | Erstveröffentlichung: 1994 Verkäufe: + 550.000 |
| 1997 | King of Fools      | — | UK13 (4 Wo.)UK | — | Christ7 (21 Wo.)Christ | Erstveröffentlichung: 16. Juni 1997            |
| 1999 | Mezzamorphis       | — | UK25 (2 Wo.)UK | US137 (1 Wo.)US | Christ2 (18 Wo.)Christ | Erstveröffentlichung: 12. April 1999           |
| 2000 | Glo                | — | — | US177 (1 Wo.)US | Christ13 (5 Wo.)Christ | Erstveröffentlichung: 29. Juli 2000            |
| 2001 | Audio Lessonover?  | — | UK58 (1 Wo.)UK | — | — | Erstveröffentlichung: 6. August 2001           |
| 2002 | Touch              | — | — | — | Christ31 (2 Wo.)Christ | Erstveröffentlichung: 2. November 2002         |
| 2003 | World Service      | DE96 (1 Wo.)DE | — | — | Christ20 (3 Wo.)Christ | Erstveröffentlichung: 15. Dezember 2003        |
| 2005 | The Mission Bell   | — | — | — | Christ29 (4 Wo.)Christ | Erstveröffentlichung: 7. November 2005         |
| 2008 | Kingdom of Comfort | — | — | — | Christ24 (4 Wo.)Christ | Erstveröffentlichung: 31. März 2008            |

### Bücher
- 1998 – Purepop
- 2007 – I Could Sing of Your Love Forever

### Sonstiges
- Bon Jovi UK Stadion Tour Support – 2001
- Bryan Adams UK support Hyde Park – July 2002
- Grammy-Nominierung für das Album “King Of Fools”